# Lucim
Lucim – (niem. Lutschim, 1942–1945 Lugfelde) wieś w Polsce położona w województwie kujawsko-pomorskim, w powiecie bydgoskim, w gminie Koronowo.

## Podział administracyjny
| SIMC    | Nazwa           | Rodzaj    |
| ------- | --------------- | --------- |
| 0088934 | Kadzionka       | część wsi |
| 1027952 | Na Nowej Szosie | część wsi |
| 1028006 | Wejnowo         | część wsi |
| 0088940 | Wilcza Góra     | część wsi |

Wieś duchowna, własność opata cystersów w Koronowie pod koniec XVI wieku leżała w powiecie nakielskim województwa kaliskiego. W latach 1975–1998 miejscowość administracyjnie należała do województwa bydgoskiego.

## Demografia
Według danych Urzędu Gminy Koronowo (XII 2015 r.) miejscowość liczyła 566 mieszkańców.

## Położenie
Wieś typowo rolnicza, położona na skraju malowniczych Borów Tucholskich. Przez wieś prowadzi droga krajowa DK25.

## Kultura i sztuka
W okresie międzywojennym rękopiśmienną wersję opracowania "Z przeszłości Lucimia" sporządził Zygmunt Czapla.      We wsi od 1977 roku przebywali i działali plastycy toruńscy: Witold Chmielewski, Bogdan Chmielewski, Wiesław Smużny i fotograficy bydgoscy Andrzej Maziec i Stanisław Wasilewski, znani jako Grupa Działania oraz po odejściu Maźca i Wasilewskiego jako Grupa 111. Było to pionierskie w Polsce przedsięwzięcie z dziedziny sztuki społecznej; wielokrotnie nagradzane, m.in. nagrodą Ministerstwa Kultury. W 2007 roku artyści i mieszkańcy wsi obchodzili 30-lecie „Akcji Lucim”, która zapoczątkowała „Działania Lucimskie”. Działaniom w Lucimiu poświęcona została wystawa „Lucim Żyje” w Centrum Sztuki Współczesnej Znaki Czasu w Toruniu.